# .ht
.htは国別コードトップレベルドメイン（ccTLD）の一つで、ハイチに割り当てられている。